# Jacopo Balanzoni
Jacopo Balanzoni (Tradate, 1º ottobre 1993) è un cestista italiano, di ruolo centro, militante nella Fulgor Omegna dal 2018.

## Palmarès
- Coppa Italia Lega Nazionale Pallacanestro: 1

Fulgor Omegna: 2018-2019 (Serie B)

## Attività su You Tube
Dal 2017 Jacopo Balanzoni è noto sulla piattaforma YouTube con lo pseudonimo Certified Y, un nome ispirato al wrestler Enzo Amore, che si autodefiniva “Certified G”. In questo contesto, la “G” stava per “Gangsta”, mentre la “Y” nel nome scelto da Balanzoni richiama YouTube e ne rappresenta l’identità digitale.
Il canale Certified Y è interamente dedicato alla World Wrestling Entertainment (WWE) e propone contenuti in lingua italiana come analisi settimanali degli show (Raw, SmackDown, NXT), recensioni degli eventi pay-per-view (tra cui WrestleMania), pronostici, approfondimenti, retrospettive e commenti ironici sugli sviluppi delle storyline.
Nel corso degli anni, il canale ha superato i 125.000 iscritti ed è considerato uno dei riferimenti principali in Italia per l’informazione e l’intrattenimento legati al wrestling professionistico.